# Bovtiskai kráter
A bovtiskai becsapódási kráter Ukrajna Kirovohradi területén, Bovtiska falu közelében található. A kráter átmérője 24 kilométer, a kora pedig az argon-argon kormeghatározás alapján 65,17 ± 0,64 millió év, így nagyjából egyidős a mexikói a Chicxulub-kráterrel és a K-T határral. A feltételezés szerint a Chicxulub-becsapódás okozta a kréta időszak végén bekövetkezett tömeges kihalást.
A bovtiskaihoz hasonlóan világszerte több más, körülbelül 65 millió éves krátert is találtak, ami arra utal, hogy ebben az időszakban a Földnek több égitest is nekiütközött. A Shoemaker–Levy 9 üstökös 1994-es Jupiterbe való becsapódása megmutatta, hogy egy néhány napon belüli többszörös ütközés lehetséges.

## Áttekintés
A bovtiskai kráter Közép-Ukrajnában található a Dnyeper mellékfolyója, a Tyaszmin vízgyűjtő területén. Átmérője 24 kilométer. Piroklasztikumból álló breccsatakaró veszi körül, amely egy 6500 km²-es területet fed le. A feltételezés szerint közvetlenül a becsapódás után az elborított terület mérete 25 000 km²-es volt és legalább 1 méter mély, míg a kráter peremének mélysége elérte a 600 métert.
A kráter közepén egy 6 kilométeres átmérőjű kiemelkedés található, ami 550 méterrel emelkedik a kráter alapja fölé. A kiemelkedést jelenleg egy, a becsapódás után létrejött, körülbelül 500 méter vastag üledékréteg borítja, melyet az 1960-as években fedeztek fel olajkutatás közben.

## Kor
A felfedezése idején a kráter korát nagyjából a becsapódás által érintett kőzetek kora és az azokat borító üledék kora közé becsülték. Az előbbieket a cenomani és a turoni korszak közé (93,5, illetve 89 millió évvel ezelőttre) datálták. A krátert borító üledék fúrással kinyert mintáiban talált fosszíliákat a paleocén időszakából, 65–54,8 millió évvel ezelőttről származnak. Így a kráter kora 54,8–98,9 millió évre tehető.
Egy újabb radiometrikus kormeghatározás csökkentette a bizonytalanságot. A kráterből származó üvegben levő urán 238-as izotóp bomlása alapján az anyag kora 65,04 ± 1,10 millió év, az argon radioaktív bomlását elemezve pedig a kor 65,17 ± 0,64 millió év. E két eredmény közel áll a Chicxulub-kráter korához.

## Többszörös becsapódás valószínűsége
Habár a Chicxulub- és a Boltiszk-kráterek a statisztikai hibák figyelembevételével egyidősek, ez nem jelenti azt, hogy pontosan egyszerre is alakultak ki. A Földbe való becsapódások arányának becslése alapján nem rendkívüli, hogy a Chicxulub-becsapódás után fél millió évvel egy Boltiszk méretű kráter alakult ki. E becsapódási kráterek kormeghatározása még nem elég pontos ahhoz, hogy megállapítható legyen, hogy egymástól évezredekre történtek-e, például egy olyan időszakban, amikor az ilyen események gyakoriak voltak, vagy egyszerre, ahogyan a Shoemaker-Levy 9 és a Jupiter esetében, 1994-ben.
A még nem bizonyítottan becsapódási eredetű Silverpit-kráter felfedezése és a korával kapcsolatos korai beszámoló, amely 65–60 millió évesre becsüli a képződmény korát, erősítette azt az elképzelést, ami szerint ebben az időben több égitest is a Földnek ütközött, a későbbiekben azonban a kort illető becslés 74–45 millió évet állapított meg.
A Siva-kráterről is azt feltételezik, hogy ekkor alakult ki, de a becsapódási eredete vitatott.

## Lásd még
- Becsapódási kráterek listája
- Európai becsapódási kráterek listája

## Fordítás
- Ez a szócikk részben vagy egészben  a   Boltysh_crater című angol Wikipédia-szócikk ezen változatának fordításán alapul.  Az eredeti cikk szerkesztőit annak laptörténete sorolja fel. Ez a jelzés csupán a megfogalmazás eredetét és a szerzői jogokat jelzi, nem szolgál a cikkben szereplő információk forrásmegjelöléseként.